# Немецкий народный конгресс

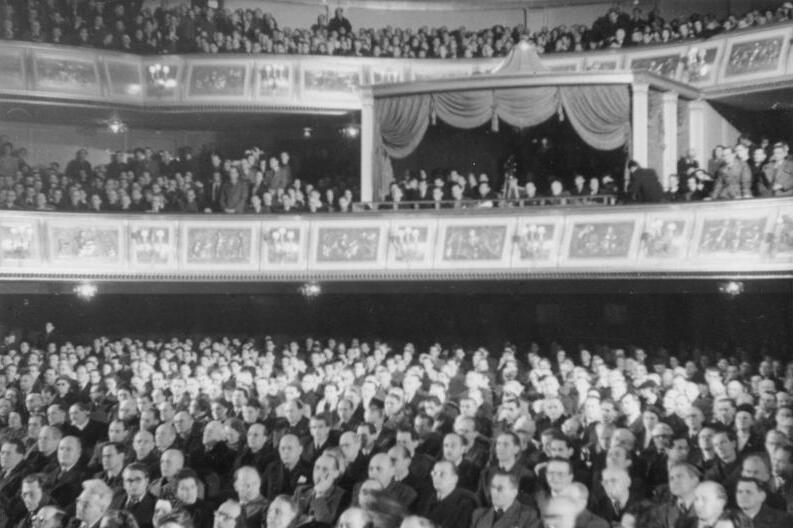
Участники I-го Немецкого народного конгресса в Берлине. Адмиралспаласт, 6 декабря 1947 года.

Немецкий народный конгресс (ННК) (нем. Deutscher Volkskongress) — представительная общественная организация, созданная в Советской зоне оккупации Германии после Второй мировой войны (1939—1945), которая впоследствии стала политическим ядром ГДР. 
I-й конгресс был созван по инициативе ЦК СЕПГ в Берлине 6 декабря 1947 года. В конгрессе имели право участвовать все депутаты всех ландтагов, на конгресс прибыло 2 215 депутатов, из которых  650 - из западных земель. Основным требованием конгресса стало заключение мирного договора и прекращение оккупации Германии. 
В ходе II-го конгресса в марте 1948 года был выделен постоянно действующий «Немецкий народный совет». 
III-й конгресс собрался 29 мая 1949 года. Участники конгресса были утверждены в ходе народного голосования о единстве Германии, прошедшего 15-16 мая того же года. 30 мая конгресс утвердил Конституцию Германской Демократической Республики, проект которой был разработан Конституционным комитетом Немецкого народного совета. 7 октября Немецкий народный совет провозгласил о создании ГДР. Народный совет реорганизовался в Народную палату ГДР.
В документах и лексике участников ННК ФРГ (бывшая Бизония) именовалась «сепаратным западногерманским государством», а единственной столицей Германии признавался Берлин. Основной упор делался на неприсоединение Германии к каким бы то ни было блокам, будь то НАТО или ЕС.